# Sjaumiani
Sjaumiani (georgiska: შაუმიანი), tidigare Sjulaveri (შულავერი), är en daba (stadsliknande ort) i Georgien. Den ligger i den sydöstra delen av landet, 40 km söder om huvudstaden Tbilisi. Sjaumiani ligger 493 meter över havet och antalet invånare var 3 107 år 2014.